# Santo Domingo (Ecuador)
Santo Domingo, también conocida como Santo Domingo de los Colorados, es una ciudad ecuatoriana; cabecera cantonal de Santo Domingo y capital de la provincia de Santo Domingo de los Tsáchilas, así como la urbe más grande y poblada de la misma. Se localiza en la orilla izquierda del río Toachi, al centro-norte de la región litoral del Ecuador, en los flancos externos de la cordillera occidental de los Andes, a una altitud de 550 m s. n. m. y con un clima lluvioso tropical de 22,2 °C en promedio.
En el censo de 2022 tenía una población de 334.826 habitantes, siendo la cuarta ciudad más poblada del país, detrás de Guayaquil, Quito y Cuenca. La ciudad es el núcleo del área metropolitana de Santo Domingo, la cual está constituida además por ciudades y parroquias rurales cercanas. El conglomerado alberga a 621.697 habitantes, y ocupa la octava posición entre las conurbaciones del Ecuador.
Sus orígenes datan de la época colonial, pero es a mediados del siglo XX, debido a su ubicación geográfica, que enlaza a varias ciudades del país, cuando presenta un acelerado crecimiento demográfico hasta establecer un poblado urbano, que sería posteriormente, uno de los principales núcleos urbanos de la nación. Es uno de los más importantes centros administrativos, económicos, financieros y comerciales del Ecuador. Las actividades principales de la ciudad son el comercio, la ganadería, la industria y el transporte.

## Toponimia
El nombre de Santo Domingo se origina hacia 1660 con la presencia de la orden de predicadores dominicos que evangelizaron a los pueblos colorados de Cocaniguas, Yambe, San Francisco, San Miguel y Santo Domingo. El término colorados se refiere a la costumbre de los indígenas Tsáchila de pintarse el pelo de un tono rojizo con unto de achiote.

## Historia

### Orígenes y época colonial
Antes de la llegada de los colonizadores, la zona estaba poblada por los indígenas tsáchilas, descendientes de los yumbos. La primera referencia que se tiene data del año 1542, cuando un gobernador llamado Gil Ramírez Dávalos reconoció la autoridad y mando de Cristóbal Tusasanín sobre las tierras de Sigchos, Niguas y Colorados, tierras que posteriormente pasaron a formar parte del Señoríos de Catalina Caxana Unaysa, hija de Tusasanín. Catalina fue Gobernadora y señora de Sigchos, Niguas y Colorados y su territorio comprendía "desde el río Grande (Toachi) para arriba de Guantoaló y de allí a Consacoto y de allí loma abajo con el que pasa para Sigchos y cierra el círculo". Esta región fue conocida a principios de la época colonial como "Provincia de Yumbos", sus territorios, inexplorados casi en su totalidad, estuvieron jurídicamente a cargo de la Gobernación de Caráquez, pero tras la disolución de esta entidad sus territorios estuvieron relacionados directamente con la administración política del Corregimiento de Quito y la administración geográfica de la Gobernación de Atacames, también denominada Gobernación de las Esmeraldas.
Los padres dominicos llegan a la región en el año 1660 para evangelizar a los pueblos nativos, tuvieron a cargo la doctrina de Cansacoto que incluía los pueblos de Cocaniguas, Lambe y San Francisco. Después del despoblamiento de Consacoto los dominicos se asentaron en los nuevos poblamientos de San Miguel y Santo Domingo, es entonces cuando nace como tal, el asentamiento de Santo Domingo de los Colorados. Casi un siglo después, serán diseñados los primeros planos de la zona por el topógrafo Pedro Vicente Maldonado en el año 1750. En el siglo XVIII la zona entró en una etapa de reducción y repliegue de los habitantes nativos.

### Época republicana
Avanzada la fase republicana, el gobierno de Gabriel García Moreno dio importancia a la construcción de los caminos hacia los puertos de Manabí y Esmeraldas, por lo que, en la Ley de División Territorial del 29 de mayo de 1861, se crea la parroquia de Santo Domingo de los Colorados, perteneciente al Cantón Quito. A fines del siglo XIX, llegaron algunos colonos, entre ellos 1814 franceses y alemanes que en pequeñas extensiones, explotaban plantaciones de caucho. El 23 de julio de 1883, cuando se creó el Cantón Mejía, la parroquia de Santo Domingo de los Colorados pasó a ser parte de dicho cantón. El 6 de noviembre de 1899, el gobierno de Eloy Alfaro Delgado creó de forma oficial el pueblo de Santo Domingo de los Colorados, siendo este acontecimiento documentado por el gobernador de Pichincha, Rafael Gómez de la Torre; desde entonces los colonos fueron en aumento: jornaleros, caucheros, contratistas de obras públicas y hacendados. 
Es así que empieza la integración de la zona a la geografía nacional, contando con una incipiente presencia estatal, con sus primeras autoridades civiles y policiales. A principios del siglo XX, debido al crecimiento de la población, se establece la primera institución educativa, el Instituto Peralta. En 1940 se inaugura la vía Santo Domingo - Chone, lo que fomenta el asentamiento de colonos manabitas. En 1944, Santo Domingo vuelve a formar parte del Cantón Quito y para 1946 se conoce de la existencia de un Concejo Parroquial encargado entre otras cosas de la parcelación de lotes de terrenos públicos conformados alrededor de la parroquia. Este concejo sería el precursor de la Junta Parroquial, mediante la cual se logra la ejecución de importantes obras fue de trascendental importancia: el servicio de agua en 1953, la creación del cuerpo de bomberos 1955 y la construcción de la planta eléctrica para 1959.

### Cantonización y consolidación
En la década de los 60, con la apertura de la vía Alóag - Santo Domingo, la región se consolida como agropecuaria, disparándose el crecimiento demográfico, gracias a la llegada masiva de colonos, provenientes de casi todas las provincias de la costa y la sierra e inclusive de la zona sur de Colombia. La población emigrante provino de áreas deprimidas, sea por desastres naturales como por las sequías de Manabí y Loja; o de provincias caracterizadas por altos niveles de pobreza, como Bolívar, Tungurahua y Chimborazo. Es así que el poblado pasó de 1498 habitantes en 1950, a 6951 en 1962. 
El 30 de enero de 1964, mediante Secreto Supremo, se crea la Junta de Mejoras de Santo Domingo, mientras en septiembre de 1963 se había propuesto la cantonización, y más tarde, el 30 de octubre de 1966 se conforma el "Comité pro creación de la provincia de Santo Domingo", presidido por Antonio Granda Centeno. El 10 de enero de 1967, la Asamblea Constituyente aprobó la creación de los cantones de Santo Domingo, El Carmen (Manabí) y Quinindé (Esmeraldas); el decreto oficial sobre la cantonización fue publicado el 3 de julio de 1967 en el Registro Oficial Nro. 161. Los primeros concejales del naciente cantón fueron: Ramón Chérrez Chávez (presidente del Concejo Municipal), Augusto Serrano Calero (vicepresidente), Mario Naranjo, Luis Morales, Carlos Morales, Cadmo Zambrano y Alfredo Pérez Chiriboga. 
En 1974 la urbe alcanza los 30.523 habitantes, es así que en 1978, con la nueva constitución, el Concejo Municipal alcanza la categoría de Alcaldía y su primer personero fue Kléber Paz y Miño. El 29 de diciembre de 1984 se conformó el  Segundo Comité de Provincialización, el mismo que presentó al Congreso Nacional el Proyecto de Ley de Creación de la nueva provincia el 19 de septiembre de 1985, pero el proyecto no fue tratado por los legisladores.  

#### Manifestaciones de Santo Domingo de 1986
Hubo descontento social por parte de la coyuntura que vivía el país. La paralización que vivió el cantón, el 21 de octubre de 1986, ha sido considerada la más grande registrada en los hechos históricos del cantón. La ciudad está ubicada en el centro de vías importantes del país, y estas carreteras fueron cerradas para expresar su oposición a la falta de atención de los poderes públicos y llamar la atención del gobierno central en temas como: 1.- La creación de una universidad estatal; 2.- Solución a los problemas jurisdiccionales con la provincialización en un plebiscito; y 3.- Asignación de fondos para agua potable, alcantarillado, pavimentación, construcción del palacio municipal, asfaltado de algunos caminos vecinales a Puerto Limón, Julio Moreno, y otros. Pese a que tuvo gran impacto en el desarrollo normal de las actividades del país, la paralización fue atenuada el 23 de octubre, con otros acuerdos por parte del gobierno central, a los que llamaron “Transformación 88”, acuerdos que en el futuro, no llegarían en esa misma administración, como por ejemplo, la provincialización, que no se dio sino hasta 21 años después.

### Provincialización

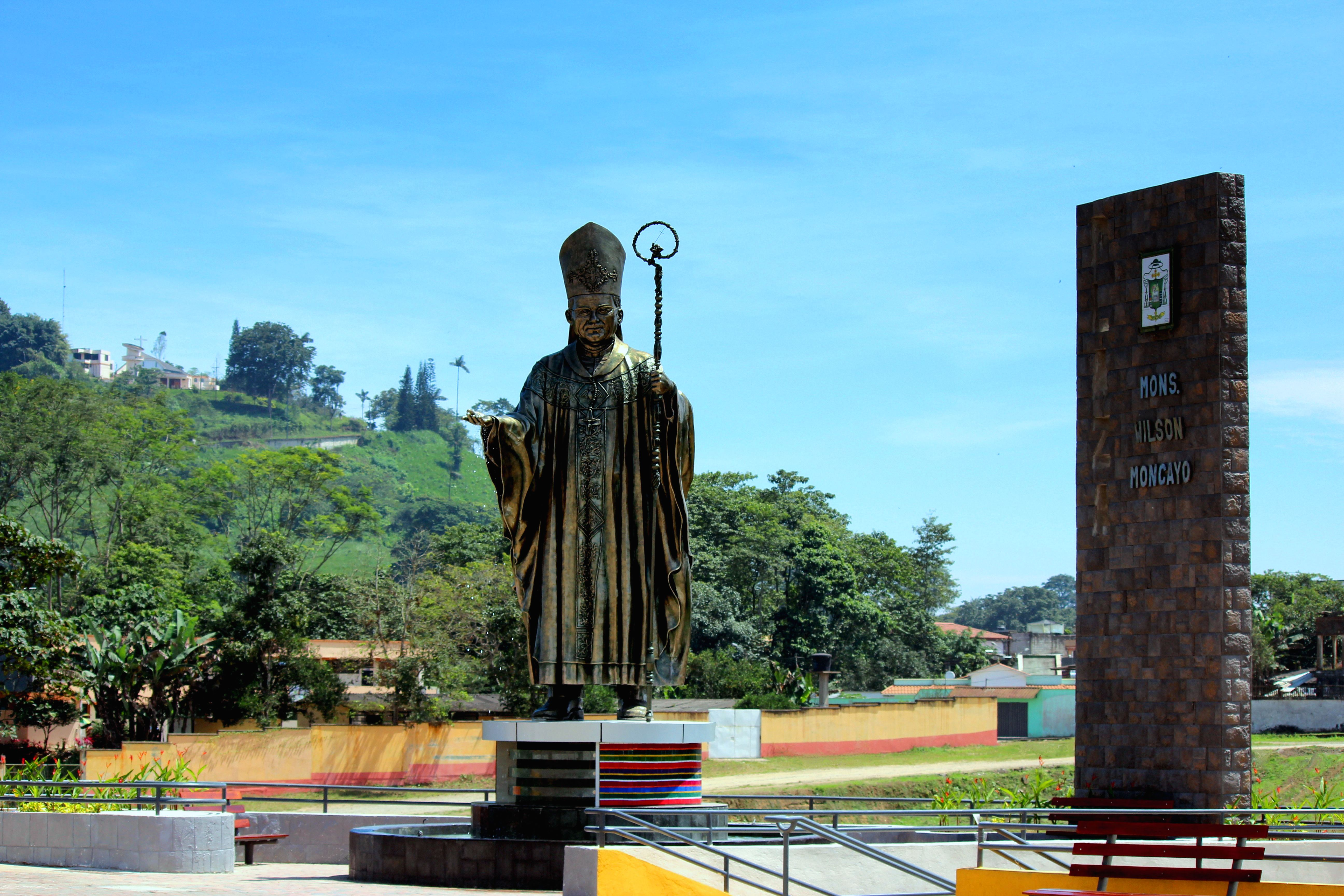
Monumento al Obispo Wilson Moncayo

Para 1990, la ciudad ya es considerada una de las principales urbes del país, con una población de 114.482 habitantes, por lo que, a principios de aquel año, en un nuevo intento, se conformó el Tercer Comité de Provincialización, consiguiendo que el Congreso Nacional, el 27 de mayo de 1992, apruebe en primer debate el proyecto, pero el segundo y definitivo debate nunca se dio. El Concejo Municipal propuso al TPEP en el 2000 una consulta popular, pero su solicitud que fue rechazada, por estar mal presentada. Kléber Paz y Miño lideró el cuarto y último Comité de Provincialización, el mismo que consiguió que el 9 de noviembre del 2006, el Tribunal Provincial Electoral de Pichincha convoque al pueblo santodomingeño a consulta popular para el 26 de noviembre, donde se le consultó a la ciudadanía si estaba de acuerdo con la provincialización. La propuesta fue apoyada por el 83,61% del electorado, tras los resultados, el presidente Rafael Correa firmó el proyecto y lo envió al Congreso Nacional el 7 de junio del 2007. Ya en el legislativo, el 16 de agosto, luego del informe favorable de la Comisión de Descentralización, el Proyecto de Ley de Creación de la Provincia Santo Domingo de los Tsáchilas fue tratado y aprobado en primer debate y pasó a la Comisión de Descentralización para informe. Finalmente, el 2 de octubre se aprueba en segundo debate la Ley que crea la provincia de Santo Domingo de los Tsáchilas. Esta Ley se publicó en el Registro Oficial N: 205, el 6 de noviembre de 2007.
Con la ley promulgada, el Tribunal Supremo Electoral debía convocar a elecciones para Prefecto y consejeros de la nueva provincia en un plazo de 90 días. Mientras tanto, el 16 de noviembre de 2007 fue nombrado como primer Gobernador de la naciente provincia Freddy Campos Aguirre, y el 19 de noviembre se reunió por primera vez la Comisión Interinstitucional, creada para viabilizar la transición entre el Consejo Provincial de Pichincha y el Consejo Provincial de Santo Domingo de los Tsáchilas. Las elecciones fueron convocadas para el 16 de marzo de 2008, en dichos comicios fue electo Geovanny Benítez obtuvo con 56.556 votos, convirtiéndose así en el primer prefecto de Santo Domingo de los Tsáchilas. Finalmente, el 4 de abril de 2008 empezó oficialmente la gestión administrativa del Gobierno Provincial de Santo Domingo de los Tsáchilas.

## Geografía

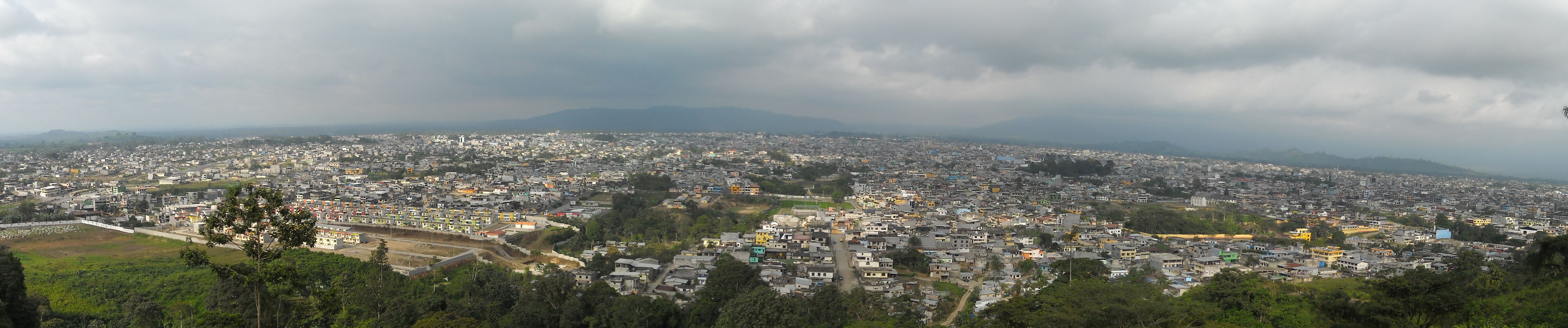
Santo Domingo desde el Cerro Bombolì

### Relieve y geología
Situada en los flancos externos de la cordillera occidental de los Andes, en una de la zonas con mayor pluviosidad del país: el Chocó biogeográfico. Se localiza dentro de las subcuencas de los ríos Blanco, Daule y Vinces conformadas por los por los ríos Pove, Code, Verde, Pupusa, Chiguilpe y los esteros Chila Chico y Grande, Peripa y Agua Sucia, los cuales atraviesan la ciudad de este a oeste. Se sitúa además en un punto neurálgico y estratégico en el noroccidente del Ecuador, lo que ha contribuido como un importante factor para hacer de Santo Domingo una de las ciudades con mayor crecimiento poblacional del país.
La urbe es plana con una elevación promedia de 550 m s. n. m., el accidente geográfico más sobresaliente es el cerro Bombolí, cuya altura aproximada es de 635 m s. n. m. El principal río de la ciudad y la provincia es el río Toachi, el cual pasa bordeando el oriente de la ciudad en dirección al norte.

### Clima
De acuerdo con la clasificación climática de Köppen, el clima de Santo Domingo se puede considerar de transición entre el clima ecuatorial lluvioso (Af) y el clima monzónico (Am), tendiendo más al primero. Se caracteriza por las temperaturas altas, su temperatura promedio anual es de 22,2 °C; con un promedio de 22,7 °C, abril es el mes más cálido, mientras julio es el mes más frío, con 21,8 °C en promedio. Es un clima isotérmico por sus constantes precipitaciones durante todo el año (amplitud térmica anual inferior a 3 °C entre el mes más frío y el más cálido), además de lluvias abundantes y regulares siempre superiores a 2800 mm por año, la precipitación varía 350 mm entre el mes más seco y el mes más húmedo; enero (28,4 días) tiene los días más lluviosos por mes en promedio, mientras la menor cantidad de días lluviosos se mide en agosto (18,0 días). La humedad relativa también es constante, con un promedio anual de 87,3%. Tradicionalmente, se dice que Santo Domingo consta de dos estaciones: un invierno cálido y lluvioso, que va de diciembre a mayo, y un "verano" ligeramente más fresco y seco, entre junio y noviembre.
| Parámetros climáticos promedio de Santo Domingo, Ecuador | Parámetros climáticos promedio de Santo Domingo, Ecuador | Parámetros climáticos promedio de Santo Domingo, Ecuador | Parámetros climáticos promedio de Santo Domingo, Ecuador | Parámetros climáticos promedio de Santo Domingo, Ecuador | Parámetros climáticos promedio de Santo Domingo, Ecuador | Parámetros climáticos promedio de Santo Domingo, Ecuador | Parámetros climáticos promedio de Santo Domingo, Ecuador | Parámetros climáticos promedio de Santo Domingo, Ecuador | Parámetros climáticos promedio de Santo Domingo, Ecuador | Parámetros climáticos promedio de Santo Domingo, Ecuador | Parámetros climáticos promedio de Santo Domingo, Ecuador | Parámetros climáticos promedio de Santo Domingo, Ecuador | Parámetros climáticos promedio de Santo Domingo, Ecuador |
| Mes                                                      | Ene.                                                     | Feb.                                                     | Mar.                                                     | Abr.                                                     | May.                                                     | Jun.                                                     | Jul.                                                     | Ago.                                                     | Sep.                                                     | Oct.                                                     | Nov.                                                     | Dic.                                                     | Anual                                                    |
| -------------------------------------------------------- | -------------------------------------------------------- | -------------------------------------------------------- | -------------------------------------------------------- | -------------------------------------------------------- | -------------------------------------------------------- | -------------------------------------------------------- | -------------------------------------------------------- | -------------------------------------------------------- | -------------------------------------------------------- | -------------------------------------------------------- | -------------------------------------------------------- | -------------------------------------------------------- | -------------------------------------------------------- |
| Temp. máx. media (°C)                                    | 24.8                                                     | 25.0                                                     | 25.5                                                     | 25.6                                                     | 25.4                                                     | 24.7                                                     | 24.5                                                     | 24.8                                                     | 25.1                                                     | 25.2                                                     | 25.2                                                     | 25.1                                                     | 25.1                                                     |
| Temp. media (°C)                                         | 22.1                                                     | 22.3                                                     | 22.6                                                     | 22.7                                                     | 22.7                                                     | 22.1                                                     | 21.8                                                     | 21.9                                                     | 22.1                                                     | 22.1                                                     | 22.1                                                     | 22.2                                                     | 22.2                                                     |
| Temp. mín. media (°C)                                    | 20.3                                                     | 20.5                                                     | 20.5                                                     | 20.6                                                     | 20.5                                                     | 19.9                                                     | 19.4                                                     | 19.3                                                     | 19.7                                                     | 19.8                                                     | 19.8                                                     | 20.1                                                     | 20                                                       |
| Precipitación total (mm)                                 | 378                                                      | 419                                                      | 421                                                      | 397                                                      | 267                                                      | 135                                                      | 100                                                      | 71                                                       | 99                                                       | 131                                                      | 143                                                      | 245                                                      | 2806                                                     |
| Días de precipitaciones (≥ 1.0 mm)                       | 21                                                       | 19                                                       | 21                                                       | 20                                                       | 20                                                       | 17                                                       | 16                                                       | 14                                                       | 16                                                       | 18                                                       | 16                                                       | 19                                                       | 217                                                      |
| Horas de sol                                             | 61.37                                                    | 126                                                      | 151.95                                                   | 135                                                      | 120.9                                                    | 87                                                       | 77.5                                                     | 71.3                                                     | 63                                                       | 62                                                       | 66                                                       | 89.9                                                     | 1111.9                                                   |
| Humedad relativa (%)                                     | 89                                                       | 89                                                       | 89                                                       | 89                                                       | 88                                                       | 88                                                       | 87                                                       | 85                                                       | 85                                                       | 86                                                       | 85                                                       | 87                                                       | 87.3                                                     |
| Fuente: Climate-data.org                                 |                                                          |                                                          |                                                          |                                                          |                                                          |                                                          |                                                          |                                                          |                                                          |                                                          |                                                          |                                                          |                                                          |

## Política

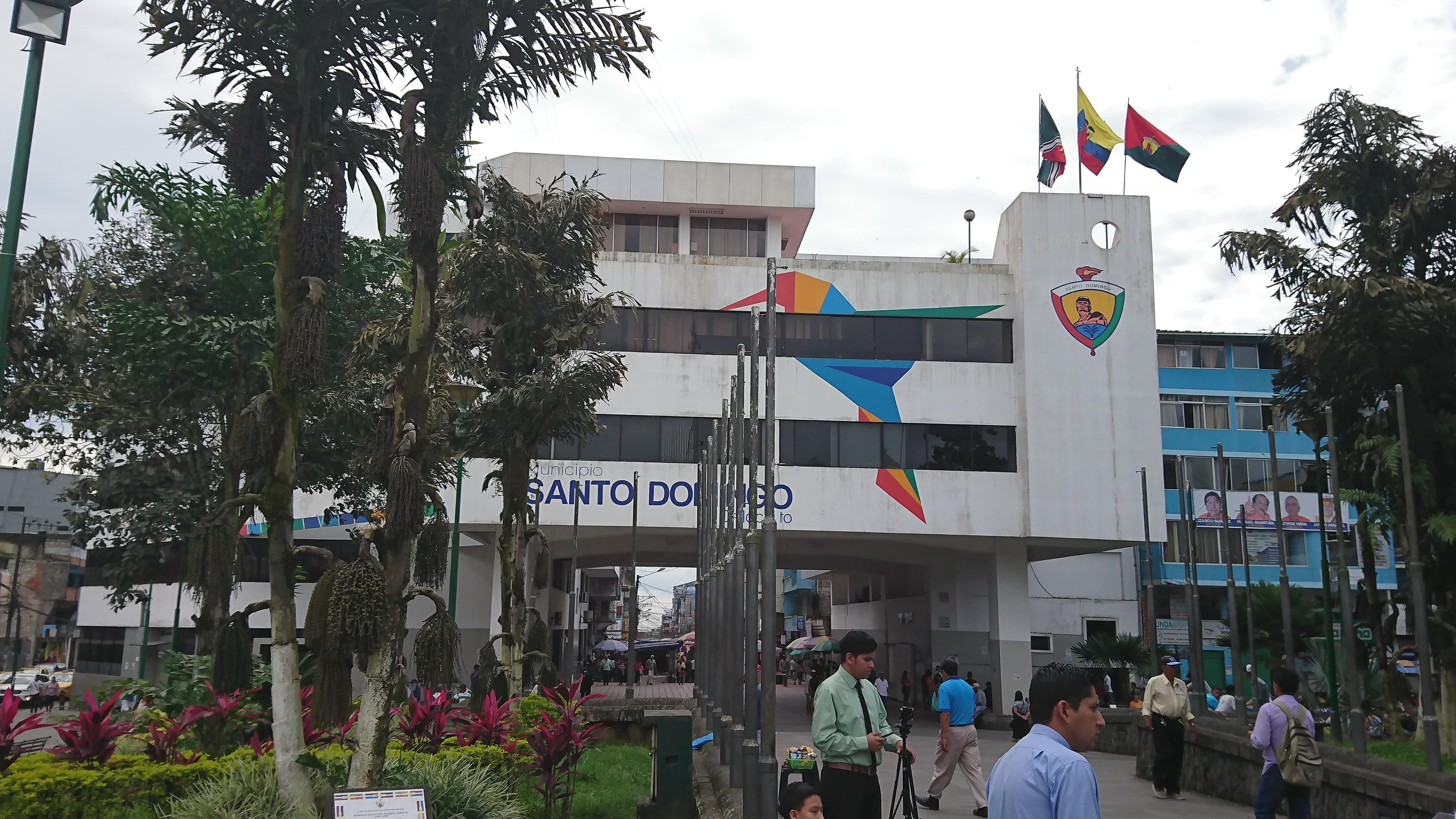
Gobierno Autónomo Descentralizado Municipal de Santo Domingo.

Territorialmente, la ciudad de Santo Domingo está organizada en siete parroquias urbanas, mientras que existen siete parroquias rurales con las que complementa el área total del Cantón Santo Domingo.
La ciudad y el cantón Santo Domingo, al igual que las demás localidades ecuatorianas, se rige por una municipalidad, según lo previsto en la Constitución de la República. El Gobierno Autónomo Descentralizado Municipal de Santo Domingo, es una entidad de gobierno seccional que administra el cantón de forma autónoma al gobierno central. La municipalidad está organizada por la separación de poderes de carácter ejecutivo representado por el alcalde, y otro de carácter legislativo conformado por los miembros del concejo cantonal.
La ciudad de Santo Domingo es la capital de la provincia de Santo Domingo de los Tsáchilas, por lo cual es sede de la Gobernación y de la Prefectura de la provincia. La Gobernación está dirigida por un ciudadano con título de Gobernador de Santo Domingo de los Tsáchilas y es elegido por designación del Presidente de la República como representante del poder ejecutivo del estado. La Prefectura, algunas veces denominada como Gobierno Provincial, está dirigida por un ciudadano con título de Prefecto Provincial de Santo Domingo de los Tsáchilas y es elegido por sufragio directo en fórmula única junto al candidato viceprefecto. Las funciones del Gobernador son en su mayoría de carácter representativo del Presidente de la República, mientras que las funciones del Prefecto están orientadas al mantenimiento y creación de infraestructura vial, turística, entre otras.
La Municipalidad de Santo Domingo se rige principalmente sobre la base de lo estipulado en los artículos 253 y 264 de la Constitución Política de la República y en la Ley de Régimen Municipal en sus artículos 1 y 16, que establece la autonomía funcional, económica y administrativa de la entidad.

### Alcaldía

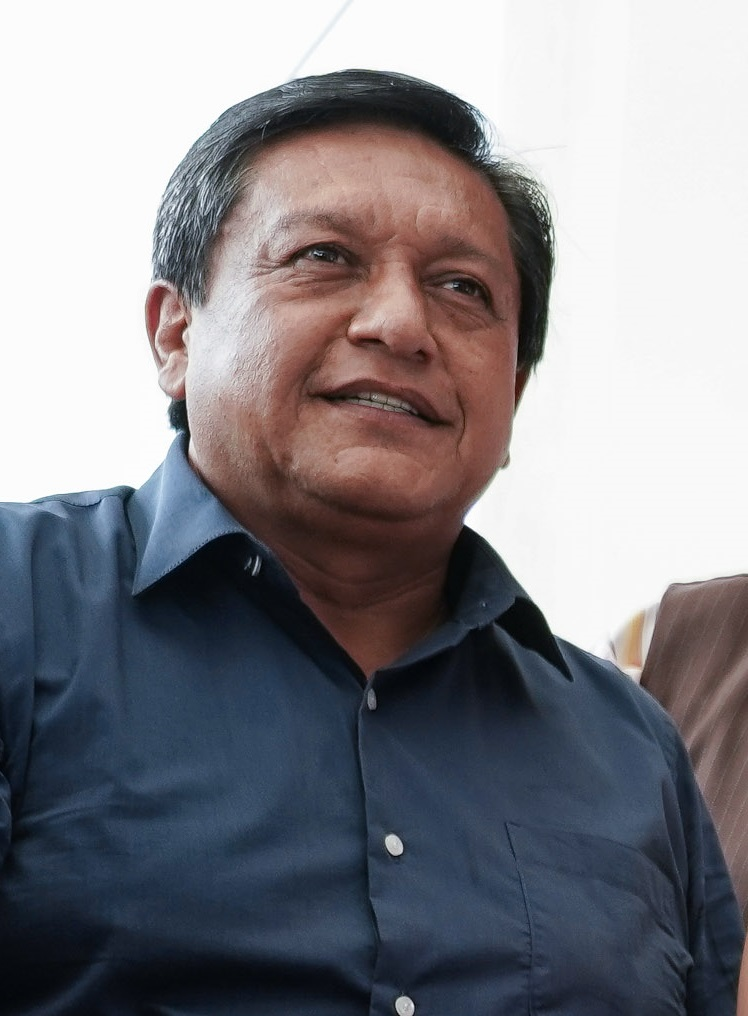
Wilson Erazo, Alcalde de Santo Domingo..

El poder ejecutivo de la ciudad es desempeñado por un ciudadano con título de Alcalde del Cantón Santo Domingo, el cual es elegido por sufragio directo en una sola vuelta electoral sin fórmulas o binomios en las elecciones municipales. El vicealcalde no es elegido de la misma manera, ya que una vez instalado el Concejo Cantonal se elegirá entre los ediles a un encargado para aquel puesto. El alcalde y el vicealcalde duran cuatro años en sus funciones y en el caso del alcalde tiene la opción de una reelección inmediata o sucesiva. El alcalde es el máximo representante de la municipalidad y tiene voto dirimente en el concejo cantonal, mientras que el vicealcalde realiza las funciones del alcalde de modo suplente cuando no pueda ejercer sus funciones el alcalde titular.
El alcalde cuenta con su propio gabinete de administración municipal mediante múltiples direcciones de nivel de asesoría, de apoyo y operativo. Los encargados de aquellas direcciones municipales son designados por el propio alcalde. Actualmente el alcalde de Santo Domingo es Wilson Erazo, reelegido para el periodo 2023 - 2027.

### Concejo cantonal
El poder legislativo de la ciudad es ejercido por el Concejo Cantonal de Santo Domingo el cual es un pequeño parlamento unicameral que se constituye al igual que en los demás cantones mediante la disposición del artículo 253 de la Constitución Política Nacional. De acuerdo a lo establecido en la ley, la cantidad de miembros del concejo representa proporcionalmente a la población del cantón.
Santo Domingo tiene 13 concejales, los cuales son elegidos mediante sufragio (Sistema D'Hondt), duran en sus funciones cuatro años y pueden ser reelegidos indefinidamente. De los trece ediles, 11 representan a la población urbana mientras que dos representan a las siete parroquias rurales. El alcalde y el vicealcalde presiden el concejo en sus sesiones. Al recién instalarse el concejo cantonal por primera vez los miembros eligen de entre ellos un designado para el cargo de vicealcalde de la ciudad.

### División política

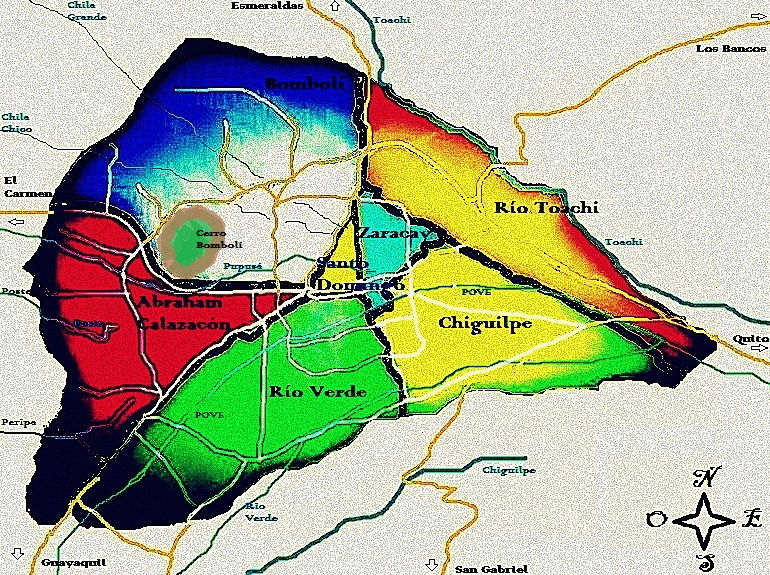
Parroquias urbanas de Santo Domingo.

El cantón se divide en parroquias que pueden ser urbanas o rurales y son representadas por las Juntas Parroquiales ante el Municipio de Santo Domingo. La parroquias urbanas son:
- Santo Domingo
- Chigüilpe
- Río Verde
- Abraham Calazacón
- Bombolí
- Río Toachi
- Zaracay

## Turismo
Los lugares más llamativos del cantón se encuentran en sus zonas naturales, dotados de una alta biodiversidad, en una variedad de ecosistemas que se extienden en una zona con un alto índice de especies endémicas.
Tiene cuatro bosques protectores: Delta, La Indiana, Río Lelia y Tanti. Se ofrece la observación de pájaros, balsismo por el río Toachi. Tiene también el parque ecológico San Francisco y el monte Bombolí, convertido en el mirador natural de la ciudad en el cual hay una iglesia. En Valle Hermoso hay una cascada y hosterías.
La vida nocturna de Santo Domingo principalmente gira en torno a la avenida Quito, la Calle Venezuela, allí se pueden encontrar una amplia gama de restaurantes y puestos de comida rápida y la llamada Zona Rosa de la ciudad ubicada en la Av. Abrahám Calazacón, que inicia desde el redondel de la Policía, allí se pueden encontrar una amplia gama de bares, karaokes, hoteles cuatro estrellas, discotecas, centros comerciales, puestos de comida rápida.

### Parque Zaracay

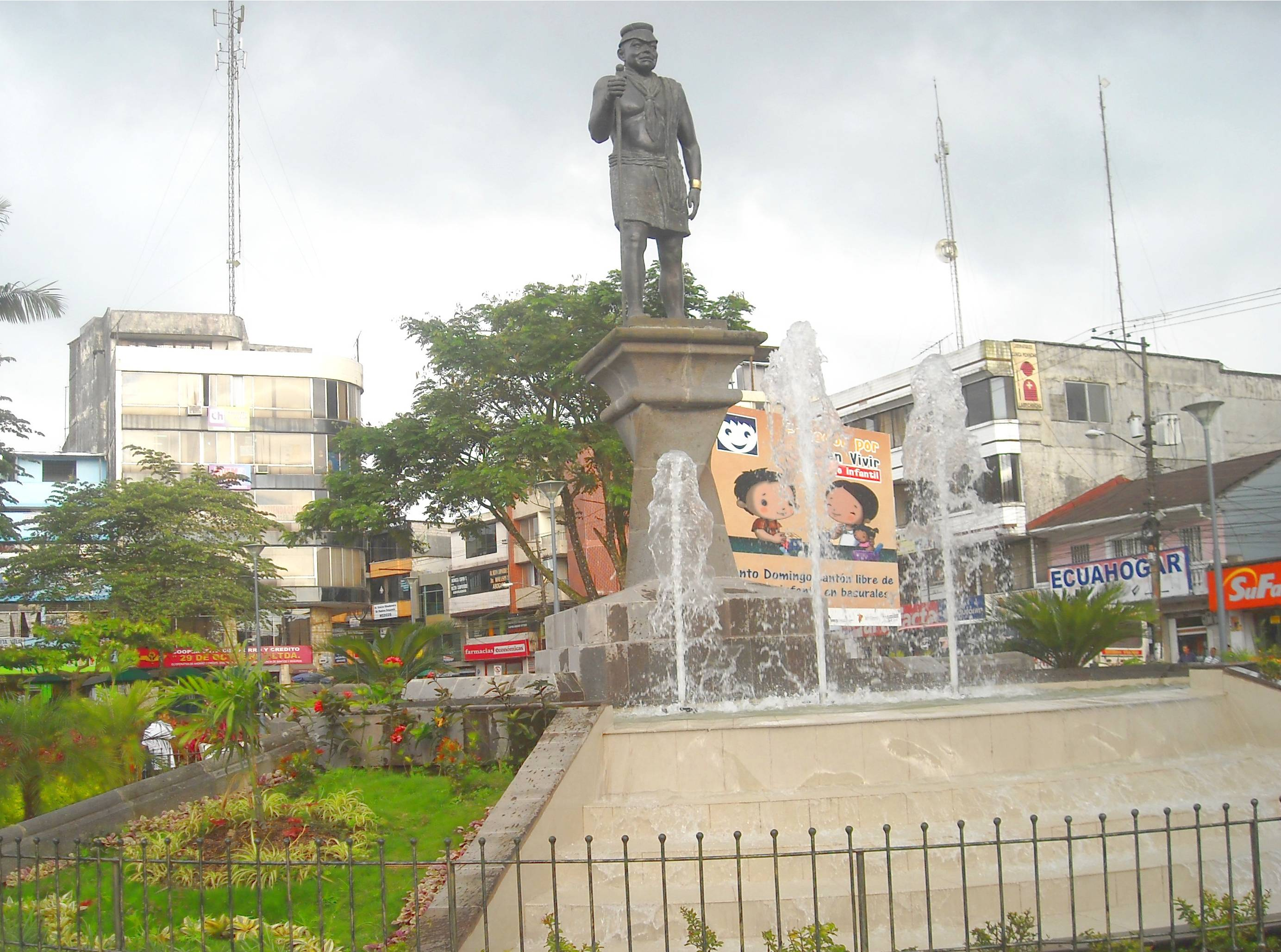
Parque Zaracay y monumento a Joaquín Zaracay

Es el Parque Central de Santo Domingo. Se formó en los años 30, en ese entonces existía una cancha de pelota nacional. A mediados de siglo se empezaron a hacer mingas para embellecer al parque; más tarde se levanta el monumento a Joaquín Zaracay, por lo que el parque pasa a llamarse Parque Zaracay, pues antiguamente se llamaba Parque Central.

### Cerro Bombolí
Se ubica en la avenida de Los Colonos cooperativa Víctor Manuel López, es parte de la reserva ecológica del mismo nombre, se compone de un bosque primario de árboles añosos donde se puede encontrar varios tipos de helechos.
El cerro Bombolí es la única elevación montañosa dentro del perímetro urbano del cantón Santo Domingo, en la cima está el santuario de la Virgen del Cisne y un mirador que permite divisar la ciudad. El Bombolí forma parte de la reserva nacional de los Ilinizas.

### Jardín Botánico Padre Julio Marrero
Antes llamado Jardín Botánico La Carolina, está al noroeste de la ciudad, en la cooperativa Las Acacias. Fue inaugurado el 26 de abril de 2003. Su nombre actual corresponde al del segundo rector de la Pontificia Universidad del Ecuador, sede Santo Domingo, fallecido el 28 de julio de 2009. Tiene siete hectáreas con senderos, especies de árboles nativos de la región y frutales, plantas ornamentales, flores tropicales y un orquideario con 200 especies de varias partes del mundo.

## Demografía

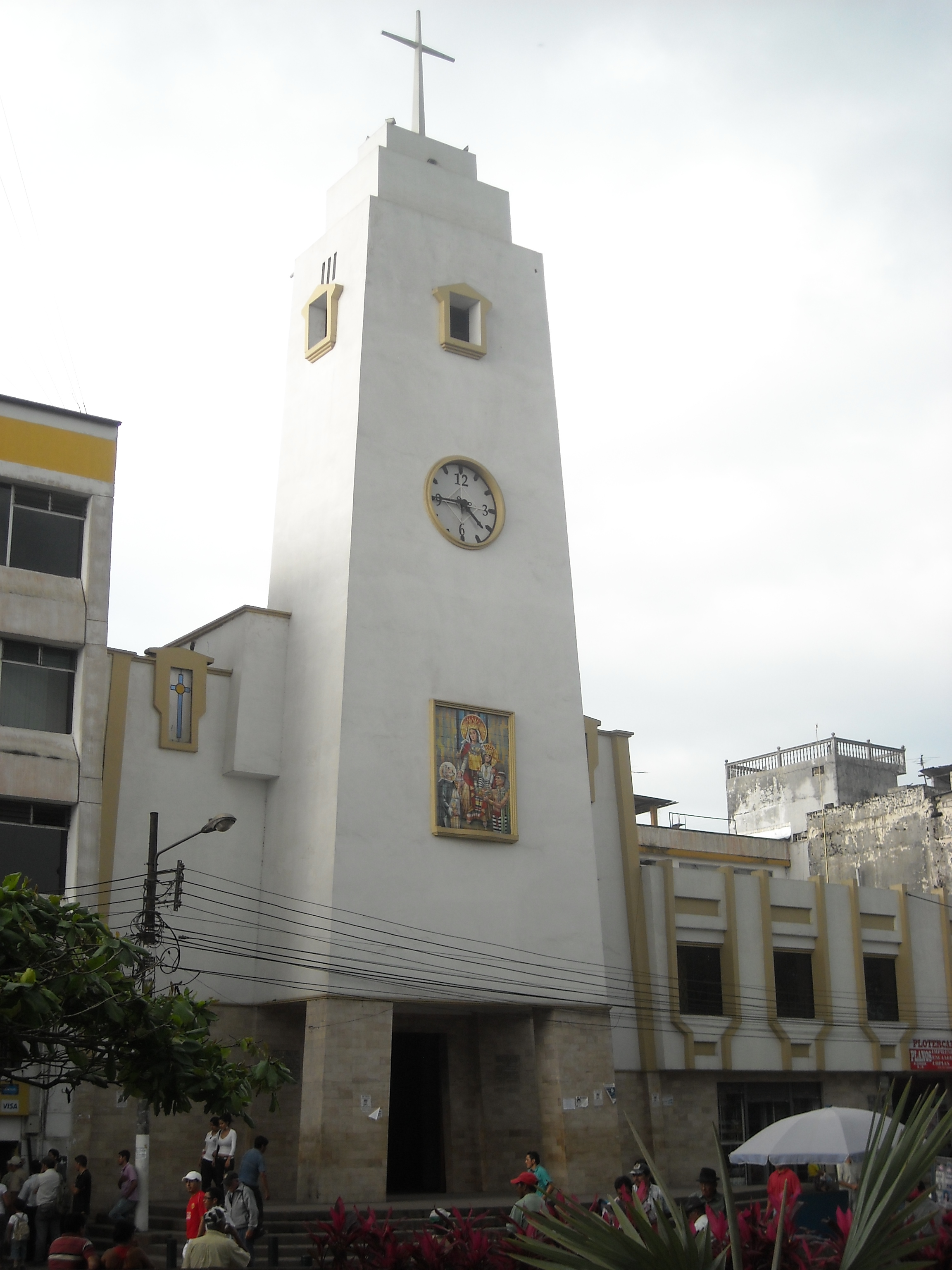
Antigua Catedral de La Ascensión.

Con 334 826 habitantes registrados en el censo de 2022, es la cuarta ciudad más poblada del Ecuador, después de Guayaquil, Quito y Cuenca; y la que tiene mayor tasa de crecimiento.
Aparte de la población urbana, Santo Domingo también se puede extender fuera de los perímetros urbanos a formarse una típica área metropolitana consolidando los cantones de Santo Domingo, La Concordia y El Carmen de Manabí, con lo que suma una población fusionada de 499.958 habitantes, según el censo 2010. Con estas cifras, Santo Domingo es la 5.ª área metropolitana más poblada del Ecuador, superada por las zonas metropolitanas de Guayaquil, Quito, Manta-Portoviejo y Cuenca.
| Evolución demográfica de Santo Domingo desde 1899 |
|                                                   |
| Fuentes:                                          |

### Diversidad sexual
La diversidad sexual en Santo Domingo engloba las distintas manifestaciones de sexualidad y género de las poblaciones LGBT que han habitado la ciudad ecuatoriana de Santo Domingo a lo largo de su historia. De acuerdo al Censo de Población y Vivienda de Ecuador de 2022, Santo Domingo se ubica en la cuarta posición de entre las ciudades del país con mayor cantidad de personas abiertamente identificadas como LGBT.
A pesar de que la homofobia se ha reducido en los últimos años, personas LGBT continúan sufriendo discriminación en la ciudad, particularmente las mujeres transgénero. En la actualidad, personas LGBT organizan cada año numerosos eventos de visibilización, entre ellos una marcha del orgullo que se lleva realizando anualmente desde 2011, ferias de salud, foros a favor de la inclusión, entre otros.
Entre las organizaciones LGBT presentes en la ciudad se cuentan el Colectivo GLBTI de Santo Domingo, la Organización de Lesbianas Tomboy y Transmasculinos de Santo Domingo, el Club Juventud Ganadora y la Red de Mujeres Trans Santo Domingo. Del lado de los activistas LGBT, entre los más visibles de las últimas décadas destaca Ángelo Bravo, oriundo de Babahoyo y presidente del Colectivo GLBTI de Santo Domingo. También destaca la activista trans Konny Jiménez.

## Transporte

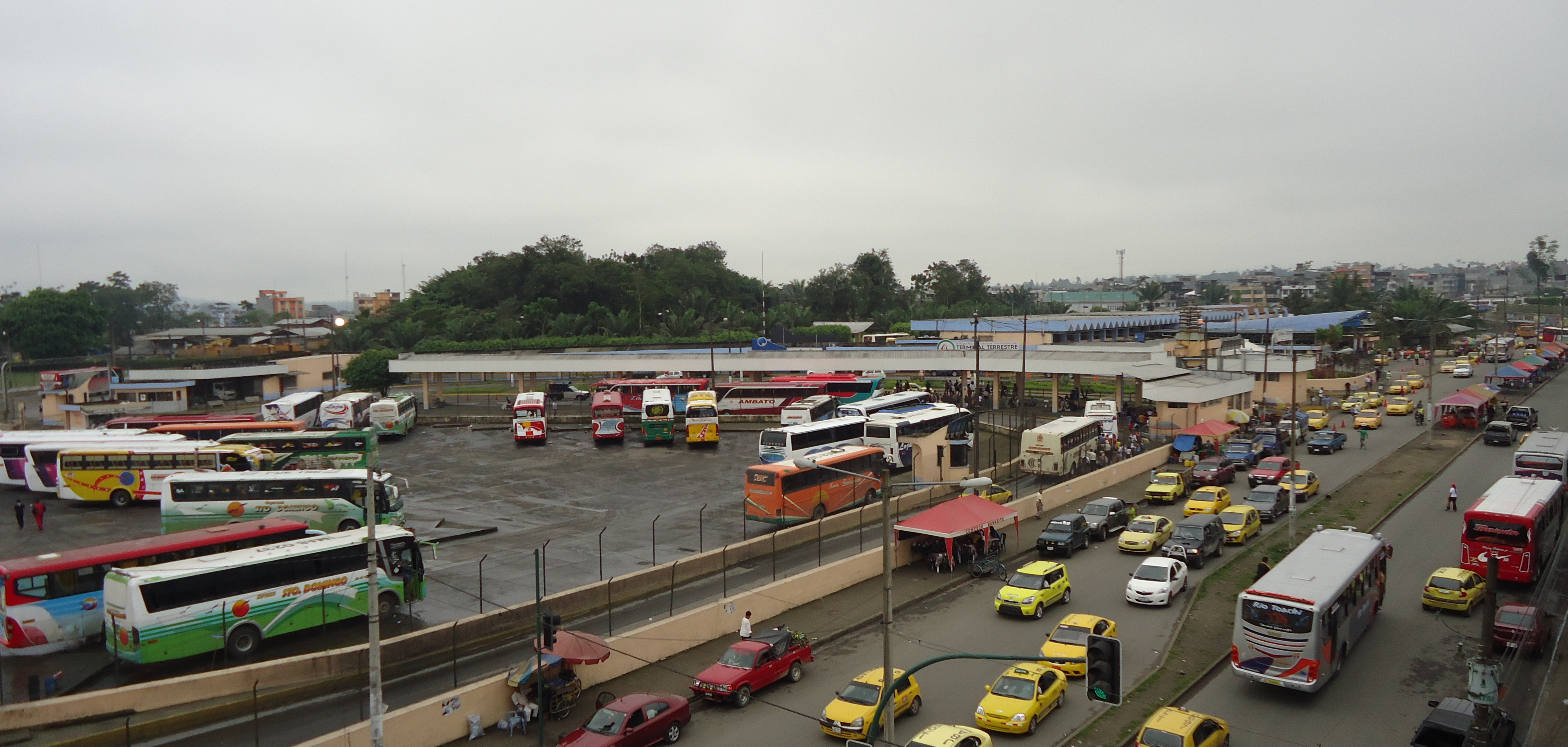
Terminal Terrestre de Santo Domingo

### Transporte aéreo
Santo Domingo tiene un aeropuerto, localizado al suroccidente de la ciudad. Fue inaugurado en 1951 por el presidente José María Velasco Ibarra. En esa época, la pista era utilizada por los dueños de grandes plantaciones de banano para las tareas de fumigación contra la sigatoka negra. El aeropuerto se construyó en un terreno donado por Carlos Ruiz Burneo, uno de los primeros pobladores del cantón.

### Transporte terrestre
El transporte urbano está conformado por más de 30 líneas con alrededor de 400 buses. Estas líneas y flotas actuales se encuentran en proceso de reestructuración, sustitución e implementación de buses.

#### Avenidas importantes
| - Quito - Quevedo - Chone - Esmeraldas - Tsáchila - De los Colonos - Tsáfiqui - Venezuela | - Abraham Calazacón - 3 de julio - 29 de mayo - Río Toachi - La Lorena - Río Lelia - Jacinto Cortez |

## Medios de comunicación
La ciudad posee una red de comunicación en continuo desarrollo y modernización. En la ciudad se dispone de varios medios de comunicación como prensa escrita, radio, televisión, telefonía, Internet y mensajería postal. 
- Telefonía: Si bien la telefonía fija se mantiene aún con un crecimiento periódico, esta ha sido desplazada muy notablemente por la telefonía celular, tanto por la enorme cobertura que ofrece y la fácil accesibilidad. Existen 3 operadoras de telefonía fija, CNT (pública), TVCABLE y Claro (privadas) y cuatro operadoras de telefonía celular, Movistar, Claro y Tuenti (privadas) y CNT (pública).

- Radio: En la localidad existe una gran cantidad de sistemas radiales de transmisión nacional y local, e incluso de provincias y cantones vecinos.

- Medios televisivos: La mayoría de canales son nacionales, aunque se ha incluido canales locales recientemente.

## Deporte

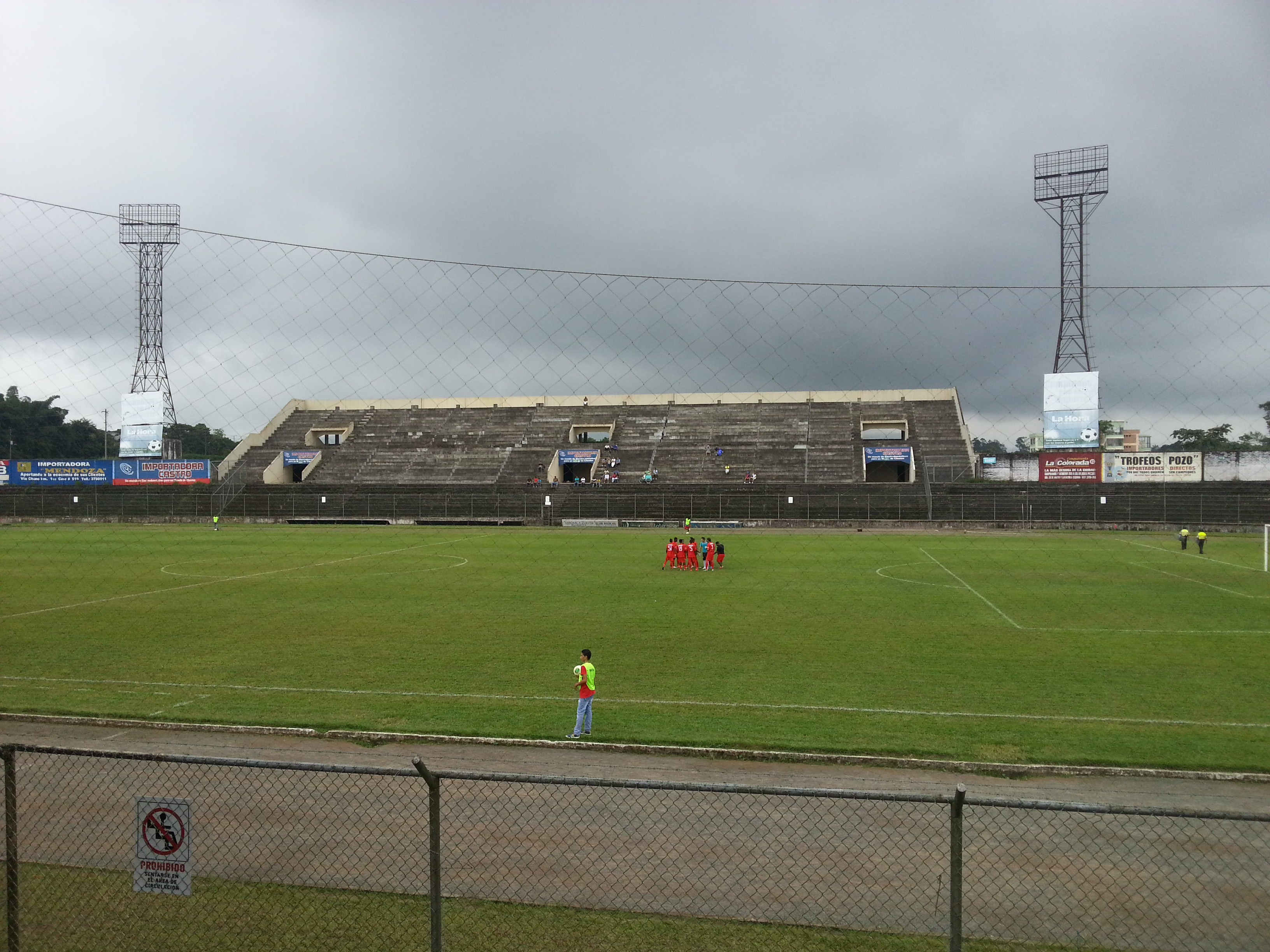
Estadio Olímpico Tsáchila.

La Federación Deportiva de Santo Domingo de los Tsáchilas es el organismo rector del deporte en toda la provincia de Santo Domingo de los Tsáchilas y por ende en Santo Domingo se ejerce su autoridad de control. El deporte más popular en la ciudad, al igual que en todo el país, es el fútbol. Sin embargo, al ser una localidad pequeña en la época de las fundaciones de los grandes equipos del país, Santo Domingo carece de un equipo simbólico de la ciudad, por lo que sus habitantes son aficionados en su mayoría de los clubes guayaquileños Barcelona Sporting Club, Club Sport Emelec y Liga Deportiva Universitaria de Quito. Hay siete equipos de fútbol activos, el más destacado es Club Atlético Santo Domingo que se encuentra actualmente (2020) en la Serie B de Ecuador y lo demás en la Asociación de Fútbol No Amateur de Santo Domingo de los Tsáchilas, que participan en el Campeonato Provincial de Segunda Categoría de Santo Domingo.

### Escenarios deportivos
El principal recinto deportivo para la práctica del fútbol es el estadio Etho Vega Baquero (conocido como estadio Olímpico Tsáchila). Está ubicado entre las avenidas Quitumbes y Los Anturios. Fue inaugurado el 15 de marzo de 1970. Es utilizado para competiciones del fútbol; tiene capacidad para 12.000 espectadores. Desempeña un importante papel en el fútbol local, ya que los clubes santodomingueños hacen de locales en este escenario deportivo.
Este estadio es sede de distintos eventos deportivos a nivel local como a nivel nacional, como por ejemplo, es el lugar sede del Club Atlético Santo Domingo, así como es escenario para varios eventos de tipo cultural, especialmente conciertos musicales (que también se realizan en el coliseo Tsáchila).

## Ciudades Hermanas
| Ciudad   | División administrativa | País     | Ref.          |
| -------- | ----------------------- | -------- | ------------- |
| Medellín | Antioquia               | Colombia | [ 40 ] [ 41 ] |
| Meishan  | Sichuan                 | China    | [ 42 ]        |